# Campeonato de Italia de hockey sobre patines
El Campeonato de Italia de hockey sobre patines es una competición que se disputa a nivel nacional en Italia anualmente, desde 1922 en la modalidad de Liga, y además desde 1966 en la modalidad de Copa. Es una de las competiciones más antiguas del mundo en este deporte, y solamente se ha suspendido durante la Segunda Guerra Mundial. Está abierto a la participación de todos los clubes italianos inscritos en la Federación Italiana de Hockey y Patinaje (FIHP), y además permite participar por invitación a algunos clubes de países vecinos como Austria.

## Competición de Liga
La competición de liga se disputa en tres niveles, enlazados entre sí por un sistema de ascensos y descensos, en virtud de la clasificación obtenida al final de cada temporada:
- Primer nivel:  Serie A1. La máxima categoría de la competición nacional se denominó Serie A desde su creación en 1922 hasta 1927, cambiando su nombre a División Nacional entre 1928 y 1944, recuperando el de Serie A a partir de 1945, hasta que en 1983 adquirió su actual denominación de Serie A1.
- Segundo nivel:  Serie A2. La segunda categoría se creó en 1948 con el nombre de Serie B, hasta que en 1983 adquirió su actual denominación de Serie A2.
- Tercer nivel:  Serie B.
- Cuarto nivel:  Campeonatos regionales. Extinguido.

### Historial de la Serie A1
| Ed.      | Año  | Tabla de clasificaciones  | Tabla de clasificaciones  | Tabla de clasificaciones     | Tabla de clasificaciones     |
| Ed.      | Año  | Campeón                   | Subcampeón                | Tercer clasificado           | Cuarto clasificado           |
| -------- | ---- | ------------------------- | ------------------------- | ---------------------------- | ---------------------------- |
| I        | 1922 | Excelsior Pola            | H.C. Sempione Milano      | U.S. Triestina Hockey        | F.G. Monfalcone              |
| II       | 1923 | H.C. Sempione Milano      | U.S. Triestina Hockey     | Fascio Grion Pola            | ---                          |
| III      | 1924 | H.C. Sempione Milano      | U.S. Triestina Hockey     | Fascio Grion Pola            | F.G. Monfalcone              |
| IV       | 1925 | U.S. Triestina Hockey     | F.G. Monfalcone           | Milán Skating H.C.           | H.C. Sempione Milano         |
| V        | 1926 | U.S. Triestina Hockey     | Milán Skating H.C.        | H.C. Sempione Milano         | ---                          |
| VI       | 1927 | U.S. Triestina Hockey     | ---                       | ---                          | ---                          |
| VII      | 1928 | U.S. Triestina Hockey     | ---                       | ---                          | ---                          |
| VIII     | 1929 | U.S. Triestina Hockey     | Padova Skating H.C.       | Hockey Novara                | Patavium Padova H.C.         |
| IX       | 1930 | Hockey Novara             | Milán Skating H.C.        | U.S. Triestina Hockey        | Genova H.C.                  |
| X        | 1931 | Hockey Novara             | ---                       | ---                          | ---                          |
| XI       | 1932 | Hockey Novara             | Milán Skating H.C.        | S.S. Lazio Roma              | Amatori Roma                 |
| XII      | 1933 | Hockey Novara             | Milán Skating H.C.        | A.G. Senese Mens Sana        | Padova Skating H.C.          |
| XIII     | 1934 | Hockey Novara             | Milán Skating H.C.        | U.S. Triestina Hockey        | Hockey Club Monza            |
| XIV      | 1935 | Milán Skating H.C.        | U.S. Triestina Hockey     | Hockey Novara                | HC Parioli Roma              |
| XV       | 1936 | Hockey Novara             | Milán Skating H.C.        | U.S. Triestina Hockey        | Hockey Club Monza            |
| XVI      | 1937 | U.S. Triestina Hockey     | Hockey Club Monza         | Hockey Novara                | Milán Skating H.C.           |
| XVII     | 1938 | U.S. Triestina Hockey     | Hockey Club Monza         | Hockey Novara                | Ferroviario Trieste          |
| XVIII    | 1939 | U.S. Triestina Hockey     | Ferroviario Trieste       | Hockey Novara                | Hockey Club Monza            |
| XIX      | 1940 | U.S. Triestina Hockey     | Milán Skating H.C.        | Hockey Club Monza            | Ferroviario Trieste          |
| XX       | 1941 | U.S. Triestina Hockey     | Ferroviario Trieste       | Milán Skating H.C.           | DL Magistrato Aque Venezia   |
| XXI      | 1942 | U.S. Triestina Hockey     | S.S. Bruno Mussolini Roma | Milán Skating H.C.           | Genova Hockey Club           |
| XXII     | 1945 | U.S. Triestina Hockey     | ---                       | ---                          | ---                          |
| XXIII    | 1946 | Hockey Novara             | A.S. Comiglianese Genova  | Hockey Club Monza            | Milán Skating H.C.           |
| XXIV     | 1947 | Hockey Novara             | A.S. Edera Trieste        | Hockey Club Monza            | A.S. Comiglianese Genova     |
| XXV      | 1948 | A.S. Edera Trieste        | U.S. Triestina Hockey     | Hockey Novara                | Hockey Club Monza            |
| XXVI     | 1949 | Hockey Novara             | A.S. Edera Trieste        | U.S. Triestina Hockey        | Ferroviario Trieste          |
| XXVII    | 1950 | Hockey Novara             | Hockey Club Monza         | A.S. Edera Trieste           | U.S. Triestina Hockey        |
| XXVIII   | 1951 | Hockey Club Monza         | U.S. Triestina Hockey     | Hockey Novara                | Milán Skating H.C.           |
| XXIX     | 1952 | U.S. Triestina Hockey     | Hockey Club Monza         | Hockey Novara                | Hockey Valdagno 1938         |
| XXX      | 1953 | Hockey Club Monza         | Hockey Novara             | U.S. Triestina Hockey        | A.S. Edera Trieste           |
| XXXI     | 1954 | U.S. Triestina Hockey     | Hockey Club Monza         | Milán Skating H.C.           | Hockey Novara                |
| XXXII    | 1955 | U.S. Triestina Hockey     | S.S. Amatori Modena       | Hockey Club Monza            | Milán Skating H.C.           |
| XXXIII   | 1956 | Hockey Club Monza         | S.S. Amatori Modena       | S.S. Lazio Roma              | U.S. Triestina Hockey        |
| XXXIV    | 1957 | S.S. Amatori Modena       | Hockey Club Monza         | Hockey Novara                | S.S. Lazio Roma              |
| XXXV     | 1958 | Hockey Novara             | Hockey Club Monza         | S.S. Amatori Modena          | Hockey Valdagno 1938         |
| XXXVI    | 1959 | Hockey Novara             | Hockey Club Monza         | S.S. Amatori Modena          | U.S. Triestina Hockey        |
| XXXVII   | 1960 | S.S. Amatori Modena       | Hockey Club Monza         | Hockey Novara                | Amatori Novara               |
| XXXVIII  | 1961 | Hockey Club Monza         | S.S. Amatori Modena       | Hockey Valdagno 1938         | Hockey Novara                |
| XXXIX    | 1962 | U.S. Triestina Hockey     | S.S. Amatori Modena       | Amatori Lodi                 | Hockey Novara                |
| XL       | 1963 | U.S. Triestina Hockey     | Hockey Club Monza         | S.S. Amatori Modena          | Hockey Valdagno 1938         |
| XLI      | 1964 | U.S. Triestina Hockey     | Hockey Novara             | S.S. Amatori Modena          | Hockey Club Monza            |
| XLII     | 1965 | Hockey Club Monza         | Hockey Novara             | S.S. Amatori Modena          | U.S. Triestina Hockey        |
| XLIII    | 1966 | Hockey Club Monza         | U.S. Triestina Hockey     | S.S. Amatori Modena          | Hockey Novara                |
| XLIV     | 1967 | U.S. Triestina Hockey     | Hockey Novara             | Hockey Club Monza            | S.S. Amatori Modena          |
| XLV      | 1968 | Hockey Club Monza         | Hockey Novara             | A.S.D. Hockey Breganze       | U.S. Triestina Hockey        |
| XLVI     | 1969 | Hockey Novara             | A.S.D. Hockey Breganze    | S.S. Amatori Modena          | U.S. Triestina Hockey        |
| XLVII    | 1970 | Hockey Novara             | S.S. Amatori Modena       | Hockey Club Monza            | U.S. Triestina Hockey        |
| XLVIII   | 1971 | Hockey Novara             | U.S. Triestina Hockey     | S.S. Amatori Modena          | A.S.D. Hockey Breganze       |
| XLIX     | 1972 | Hockey Novara             | A.S.D. Hockey Breganze    | Hockey Club Monza            | U.S. Triestina Hockey        |
| L        | 1973 | Hockey Novara             | A.S.D. Hockey Breganze    | Hockey Club Monza            | Amatori Lodi                 |
| LI       | 1974 | Hockey Novara             | Hockey Club Monza         | A.S.D. Hockey Breganze       | Ginnastica Goriziana         |
| LII      | 1975 | Hockey Novara             | A.S.D. Hockey Breganze    | Circolo Pattinatori Grosseto | A.F.P. Giovinazzo            |
| LIII     | 1976 | A.S.D. Hockey Breganze    | Hockey Club Monza         | Hockey Novara                | Ginnastica Goriziana         |
| LIV      | 1977 | Hockey Novara             | A.F.P. Giovinazzo         | G.S.H. Pordenone             | A.S.D. Follonica Hockey      |
| LV       | 1978 | G.S. Hockey Trissino      | A.S.D. Follonica Hockey   | A.S.D. Hockey Breganze       | Hockey Novara                |
| LVI      | 1979 | A.S.D. Hockey Breganze    | A.F.P. Giovinazzo         | Hockey Club Monza            | Hockey Novara                |
| LVII     | 1980 | A.F.P. Giovinazzo         | Amatori Lodi              | H.C. Forte dei Marmi         | Hockey Club Monza            |
| LVIII    | 1981 | Amatori Lodi              | Hockey Club Reggio Emilia | Hockey Club Monza            | A.F.P. Giovinazzo            |
| LIX      | 1982 | Hockey Club Reggio Emilia | H.C. Amatori Vercelli     | A.F.P. Giovinazzo            | Amatori Lodi                 |
| LX       | 1983 | H.C. Amatori Vercelli     | Amatori Lodi              | Hockey Club Reggio Emilia    | H.C. Forte dei Marmi         |
| LXI      | 1984 | H.C. Amatori Vercelli     | Hockey Club Monza         | Hockey Novara                | G.S.H. Pordenone             |
| LXII     | 1985 | Hockey Novara             | S.S.D. Hockey Bassano     | H.C. Forte dei Marmi         | Hockey Club Monza            |
| LXIII    | 1986 | H.C. Amatori Vercelli     | S.S.D. Hockey Bassano     | Hockey Novara                | Amatori Lodi                 |
| LXIV     | 1987 | Hockey Novara             | H.C. Amatori Vercelli     | C.G.C. Viareggio             | Amatori Lodi                 |
| LXV      | 1988 | Hockey Novara             | S.H. Roller Monza         | H.C. Amatori Vercelli        | S.S.D. Hockey Bassano        |
| LXVI     | 1989 | S.H. Roller Monza         | Hockey Club Monza         | Hockey Novara                | A.S.D. Seregno Hockey        |
| LXVII    | 1990 | S.H. Roller Monza         | Hockey Novara             | A.S.D. Seregno Hockey        | Amatori Lodi                 |
| LXVIII   | 1991 | A.S.D. Seregno Hockey     | S.H. Roller Monza         | Hockey Novara                | Amatori Lodi                 |
| LXIX     | 1992 | S.H. Roller Monza         | A.S.D. Seregno Hockey     | Hockey Novara                | A.S.D. Hockey Thiene         |
| LXX      | 1993 | Hockey Novara             | Amatori Lodi              | S.S.D. Hockey Bassano        | S.H. Roller Monza            |
| LXXI     | 1994 | Hockey Novara             | S.S.D. Hockey Bassano     | S.H. Roller Monza            | A.S.D. Follonica Hockey      |
| LXXII    | 1995 | Hockey Novara             | S.H. Roller Monza         | Amatori Lodi                 | H.C. Amatori Vercelli        |
| LXXIII   | 1996 | S.H. Roller Monza         | Hockey Novara             | Amatori Lodi                 | H.C. Amatori Vercelli        |
| LXXIV    | 1997 | Hockey Novara             | H.C. Amatori Vercelli     | Roller Salerno               | Hockey Prato 1954            |
| LXXV     | 1998 | Hockey Novara             | H.C. Amatori Vercelli     | Hockey Prato 1954            | Roller Salerno               |
| LXXVI    | 1999 | Hockey Novara             | H.C. Amatori Vercelli     | Hockey Prato 1954            | Hockey Roller Scandiano      |
| LXXVII   | 2000 | Hockey Novara             | Hockey Prato 1954         | S.S.D. Hockey Bassano        | Hockey Roller Scandiano      |
| LXXVIII  | 2001 | Hockey Novara             | Hockey Prato 1954         | S.S.D. Hockey Bassano        | S.S. Amatori Modena          |
| LXXIX    | 2002 | Hockey Novara             | Hockey Prato 1954         | S.S.D. Hockey Bassano        | H.C. Forte dei Marmi         |
| LXXX     | 2003 | Hockey Prato 1954         | S.S.D. Hockey Bassano     | Roller Salerno               | A.S.D. Follonica Hockey      |
| LXXXI    | 2004 | S.S.D. Hockey Bassano     | Hockey Prato 1954         | Roller Salerno               | A.S.D. Follonica Hockey      |
| LXXXII   | 2005 | A.S.D. Follonica Hockey   | S.S.D. Hockey Bassano     | Hockey Prato 1954            | C.G.C. Viareggio             |
| LXXXIII  | 2006 | A.S.D. Follonica Hockey   | S.S.D. Hockey Bassano     | Hockey Prato 1954            | C.G.C. Viareggio             |
| LXXXIV   | 2007 | A.S.D. Follonica Hockey   | C.G.C. Viareggio          | S.S.D. Hockey Bassano        | Hockey Valdagno 1938         |
| LXXXV    | 2008 | A.S.D. Follonica Hockey   | C.G.C. Viareggio          | S.S.D. Hockey Bassano        | Hockey Valdagno 1938         |
| LXXXVI   | 2009 | S.S.D. Hockey Bassano     | A.S.D. Follonica Hockey   | C.G.C. Viareggio             | Hockey Valdagno 1938         |
| LXXXVII  | 2010 | Hockey Valdagno 1938      | A.S.D. Follonica Hockey   | Amatori Lodi                 | A.S.D. Hockey Breganze       |
| LXXXVIII | 2011 | C.G.C. Viareggio          | Hockey Valdagno 1938      | Amatori Lodi                 | A.S.D. Hockey Breganze       |
| LXXXIX   | 2012 | Hockey Valdagno 1938      | C.G.C. Viareggio          | Amatori Lodi                 | H.C. Forte dei Marmi         |
| XC       | 2013 | Hockey Valdagno 1938      | C.G.C. Viareggio          | Amatori Lodi                 | H.C. Forte dei Marmi         |
| XCI      | 2014 | H.C. Forte dei Marmi      | Hockey Valdagno 1938      | A.S.D. Hockey Breganze       | S.S.D. Hockey Bassano        |
| XCII     | 2015 | H.C. Forte dei Marmi      | C.G.C. Viareggio          | A.S.D. Hockey Breganze       | G.S. Hockey Trissino         |
| XCIII    | 2016 | H.C. Forte dei Marmi      | Amatori Lodi              | A.S.D. Pattinomania Matera   | C.G.C. Viareggio             |
| XCIV     | 2017 | Amatori Lodi              | H.C. Forte dei Marmi      | C.G.C. Viareggio             | A.S.D. Follonica Hockey      |
| XCV      | 2018 | Amatori Lodi              | H.C. Forte dei Marmi      | A.S.D. Hockey Breganze       | C.G.C. Viareggio             |
| XCVI     | 2019 | H.C. Forte dei Marmi      | C.G.C. Viareggio          | Amatori Lodi                 | Hockey Valdagno 1938         |
| XCVII    | 2020 | No finalizado             |                           |                              |                              |
| XCVIII   | 2021 | Amatori Lodi              | H.C. Forte dei Marmi      | A.S.D. Follonica Hockey      | S.S.D. Hockey Bassano        |
| XCIX     | 2022 | G.S. Hockey Trissino      | Amatori Lodi              | A.S.D. Follonica Hockey      | H.C. Forte dei Marmi         |
| C        | 2023 | G.S. Hockey Trissino      | H.C. Forte dei Marmi      | Amatori Lodi                 | Circolo Pattinatori Grosseto |
| CI       | 2024 | H.C. Forte dei Marmi      | G.S. Hockey Trissino      | A.S.D. Follonica Hockey      | Amatori Lodi                 |
| CII      | 2025 | G.S. Hockey Trissino      | H.C. Forte dei Marmi      | Amatori Lodi                 | S.S.D. Hockey Bassano        |

## Competición de Copa
| I       | 1966 | Hockey Novara                   | Amatori Lodi                 |
| II      | 1967 | Hockey Novara                   | Ferroviario Trieste          |
| III     | 1968 | A.S.D. Hockey Breganze          | U.S. Triestina Hockey        |
| IV      | 1969 | Hockey Novara                   | S.S. Amatori Modena          |
| V       | 1970 | Hockey Novara                   | A.S.D. Hockey Breganze       |
| VI      | 1971 | Hockey Club Monza               | S.S. Amatori Modena          |
| VII     | 1972 | Hockey Novara                   | A.S.D. Hockey Breganze       |
| VIII    | 1974 | Gruppo Sportivo Hockey Trissino | A.F.P. Giovinazzo            |
| IX      | 1975 | A.S.D. Hockey Breganze          | Hockey Novara                |
| X       | 1976 | Hockey Novara                   | C.G.C. Viareggio             |
| XI      | 1977 | A.S.D. Follonica Hockey         | A.F.P. Giovinazzo            |
| XII     | 1978 | Amatori Lodi                    | A.F.P. Giovinazzo            |
| XIII    | 1980 | G.S.H. Pordenone                | Hockey Club Reggio Emilia    |
| XIV     | 1981 | S.S.D. Hockey Bassano           | G.S.H. Pordenone             |
| XV      | 1982 | A.S.D. Follonica Hockey         | A.F.P. Giovinazzo            |
| XVI     | 1983 | H.C. Amatori Vercelli           | A.F.P. Giovinazzo            |
| XVII    | 1984 | Hockey Club Monza               | A.F.P. Giovinazzo            |
| XVIII   | 1985 | Hockey Novara                   | G.S.H. Pordenone             |
| XIX     | 1986 | Hockey Novara                   | Circolo Pattinatori Grosseto |
| XX      | 1987 | Hockey Novara                   | Amatori Lodi                 |
| XXI     | 1988 | Hockey Novara                   | S.H. Roller Monza            |
| XXII    | 1989 | Hockey Club Monza               | S.H. Roller Monza            |
| XXIII   | 1990 | S.H. Roller Monza               | Hockey Novara                |
| XXIV    | 1993 | Hockey Novara                   | Amatori Lodi                 |
| XXV     | 1994 | Hockey Novara                   | S.H. Roller Monza            |
| XXVI    | 1995 | Hockey Novara                   | S.H. Roller Monza            |
| XXVII   | 1996 | Hockey Novara                   | Amatori Lodi                 |
| XXVIII  | 1997 | Hockey Novara                   | S.S.D. Hockey Bassano        |
| XXIX    | 1998 | Hockey Novara                   | Roller Salerno               |
| XXX     | 1999 | Hockey Novara                   | Roller Salerno               |
| XXXI    | 2000 | Hockey Novara                   | H.C. Amatori Vercelli        |
| XXXII   | 2001 | Hockey Novara                   | S.S.D. Hockey Bassano        |
| XXXIII  | 2002 | Hockey Novara                   | Hockey Prato 1954            |
| XXXIV   | 2003 | Hockey Prato 1954               | S.S.D. Hockey Bassano        |
| XXXV    | 2004 | S.S.D. Hockey Bassano           | Hockey Prato 1954            |
| XXXVI   | 2005 | A.S.D. Follonica Hockey         | S.S.D. Hockey Bassano        |
| XXXVII  | 2006 | A.S.D. Follonica Hockey         | Hockey Prato 1954            |
| XXXVIII | 2007 | A.S.D. Follonica Hockey         | S.S.D. Hockey Bassano        |
| XXXIX   | 2008 | A.S.D. Follonica Hockey         | Amatori Lodi                 |
| XL      | 2009 | A.S.D. Follonica Hockey         | Hockey Valdagno 1938         |
| XLI     | 2010 | A.S.D. Follonica Hockey         | C.G.C. Viareggio             |
| XLII    | 2011 | C.G.C. Viareggio                | Hockey Valdagno 1938         |
| XLIII   | 2012 | Amatori Lodi                    | S.S.D. Hockey Bassano        |
| XLIV    | 2013 | Hockey Valdagno 1938            | C.G.C. Viareggio             |
| XLV     | 2014 | Hockey Valdagno 1938            | C.G.C. Viareggio             |
| XLVI    | 2015 | A.S.D. Hockey Breganze          | C.G.C. Viareggio             |
| XLVII   | 2016 | Amatori Lodi                    | S.S.D. Hockey Bassano        |
| XLVIII  | 2017 | Hockey Club Forte dei Marmi     | S.S.D. Hockey Bassano        |
| XLIX    | 2018 | A.S.D. Follonica Hockey         | Hockey Club Forte dei Marmi  |
| L       | 2019 | A.S.D. Hockey Breganze          | Hockey Sarzana               |
| LI      | 2021 | Amatori Lodi                    | Hockey Club Forte dei Marmi  |
| LII     | 2022 | Hockey Sarzana                  | Hockey Club Forte dei Marmi  |
| LIII    | 2023 | Gruppo Sportivo Hockey Trissino | A.S.D. Follonica Hockey      |
| LIV     | 2024 | Hockey Club Forte dei Marmi     | Amatori Lodi                 |
| LV      | 2025 | Gruppo Sportivo Hockey Trissino | Amatori Lodi                 |

## Palmarés
| Equipo                                | Títulos | Liga | Copa |
| ------------------------------------- | ------- | ---- | ---- |
| Hockey Novara (NO)                    | 52      | 32   | 20   |
| Unione Sportiva Triestina Hockey (TS) | 19      | 19   |      |
| A.S.D. Follonica Hockey (GR)          | 13      | 4    | 9    |
| Hockey Club Monza (MB)                | 10      | 7    | 3    |
| Amatori Lodi (LO)                     | 8       | 4    | 4    |
| H.C. Forte dei Marmi (LU)             | 7       | 5    | 2    |
| A.S.D. Hockey Breganze (VI)           | 6       | 2    | 4    |
| S.H. Roller Monza (MB)                | 5       | 4    | 1    |
| Hockey Valdagno 1938 (VI)             | 5       | 3    | 2    |
| G.S. Hockey Trissino (VI)             | 7       | 4    | 3    |
| H.C. Amatori Vercelli (VC)            | 4       | 3    | 1    |
| S.S.D. Hockey Bassano (VI)            | 4       | 2    | 2    |
| H.C. Sempione Milano (MI)             | 2       | 2    |      |
| S.S. Amatori Modena (MO)              | 2       | 2    |      |
| Hockey Prato 1954 (PO)                | 2       | 1    | 1    |
| C.G.C. Viareggio (LU)                 | 2       | 1    | 1    |
| Hockey Club Polese (PL)               | 1       | 1    |      |
| Milán Skating H.C. (MI)               | 1       | 1    |      |
| A.S. Edera Trieste (TS)               | 1       | 1    |      |
| A.F.P. Giovinazzo (BA)                | 1       | 1    |      |
| Hockey Club Reggio Emilia (RE)        | 1       | 1    |      |
| Hockey Seregno (MB)                   | 1       | 1    |      |
| G.S.H. Pordenone (PN)                 | 1       |      | 1    |
| Hockey Sarzana (LS)                   | 1       |      | 1    |
| Total                                 | 156     | 101  | 55   |

| Región                   | Títulos | Liga | Copa |
| ------------------------ | ------- | ---- | ---- |
| Piamonte (2)             | 56      | 35   | 21   |
| Lombardía (6)            | 26      | 19   | 8    |
| Friuli-Venecia Julia (4) | 22      | 21   | 1    |
| Toscana (4)              | 23      | 11   | 13   |
| Veneto (4)               | 21      | 10   | 11   |
| Emilia-Romaña (2)        | 3       | 3    |      |
| Apulia                   | 1       | 1    |      |
| Liguria                  | 1       |      | 1    |
| Lacio                    | 0       |      |      |
| Apulia                   | 0       |      |      |
| Basilicata               | 0       |      |      |
| Total                    | 156     | 101  | 55   |

- Datos: Q2621488